# IM-1
IM-1はアメリカの航空宇宙企業インテュイティブ・マシーンズの月着陸ミッション。使用される着陸機はオディシアス（アメリカの人工天体であるため、英語読み）と名付けられている。アストロボティック・テクノロジーのPeregrine Mission OneとともにNASAの商業月面輸送サービス(CLPS)を担うミッションの第一弾である。2024年2月22日、民間企業では世界初、米国では有人のアポロ17号以来となる月面着陸に成功した。着陸後、オディシアスは地球へ電波を送信しているものの、本来起立して着陸しているはずだったところ横倒しの姿勢での着陸となった。3月23日に運用終了が発表された。

## 概要

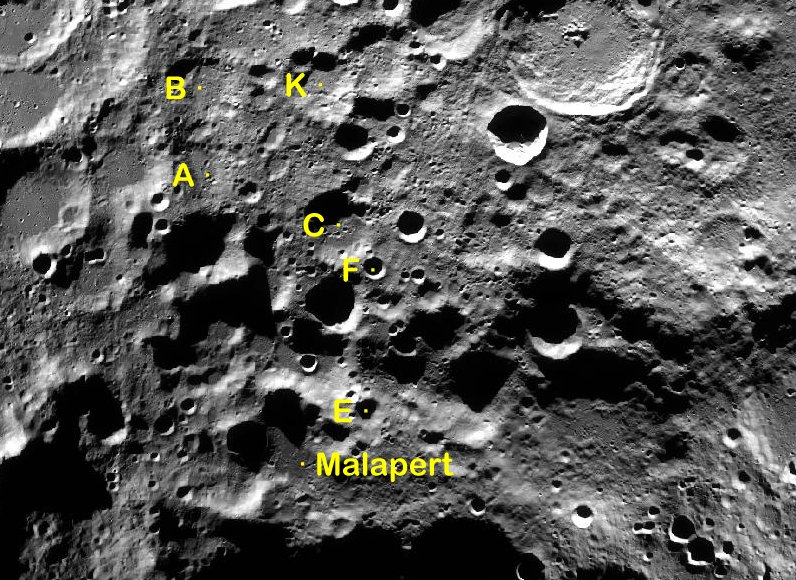
マラパートクレーターとその従属クレーター。IM-1の着陸目標はAと記されたクレーターである。

2019年5月、NASAはCLPSでペイロードの輸送を請負う民間企業の第一弾としてインテュイティブ・マシーンズとアストロボティック・テクノロジーを選定した。IM-1はインテュイティブ・マシーンズの最初の月着陸ミッションで、NASAがCLPSを通して同社に委託した6つの機器、国際月面天文台協会の天文観測用カメラILO-Xなどを月面へ輸送する。IM-1に使われる月着陸機Nova-Cはインテュイティブ・マシーンズが開発した月着陸機で、かつてNASAのプロジェクト・モーフィアスで研究された技術を元にしている。
IM-1で使用されるNova-Cの機体はギリシャ神話の英雄オデュッセウスに因み名前が付けられ、英語読みで「オディシアス」である(アメリカの人工天体であるため、英語読みが正しい)。オディシアスという名前はインテュイティブ・マシーンズの社員の投票で選ばれた。
オディシアスは月の南極域にあるクレーター、マラパートAに着陸する。このクレーターは南緯80度に位置しており、これまでの月着陸ミッションと比べて最も南極に近い緯度への着陸となる。オディシアスが月面着陸に向け降下する際、着陸する30秒ほど前に「イーグルカム」という装置がNova-Cから分離される予定だった。イーグルカムには3台のカメラが取り付けられており、Nova-Cが着陸する様子を外部から写真で捉える計画だったが、これは後述の高度計のトラブルが遠因となって、着陸時の分離・撮影はキャンセルされた。着陸後しばらくしてから分離されたものの、通信がうまくいかずイーグルカムでの撮影には失敗した可能性がある。
2019年5月31日のNASAとの契約時点ではIM-1の打ち上げは2021年7月に予定されていたが、その後複数回延期され2023年末時点では2024年1月12日以降となっていた。さらに2024年1月上旬時点では2月後半の打ち上げ予定となっていた。その後、2月14日から始まるウィンドウ内に打ち上げる予定が発表され、2月15日6時5分 (UTC) に打ち上げられた。2月21日には月周回軌道に投入された。このときに2月22日22時30分 (UTC) に着陸する予定が発表されていたが、直前に予定が変更され、23時24分 (UTC) に着陸した。着陸後は月の夜に入ったことで太陽光発電ができなくなり、運用を休止。3月20日以降に再起動を試みても通信が返ってこないため機体の充電が尽きたと判断され、3月23日に運用終了が発表された。
インテュイティブ・マシーンズは本ミッション以外にIM-2とIM-3の2024年中の打ち上げを予定している。

## 着陸機
IM-1に使用される月着陸機Nova-Cは高さ4.3mの小型の月着陸機で最大130kgのペイロードを運ぶことができる。電力は太陽電池によって発電される。メインエンジンは3Dプリンターによって製造され、液体酸素と液体メタンを燃料としている。

## 搭載機器

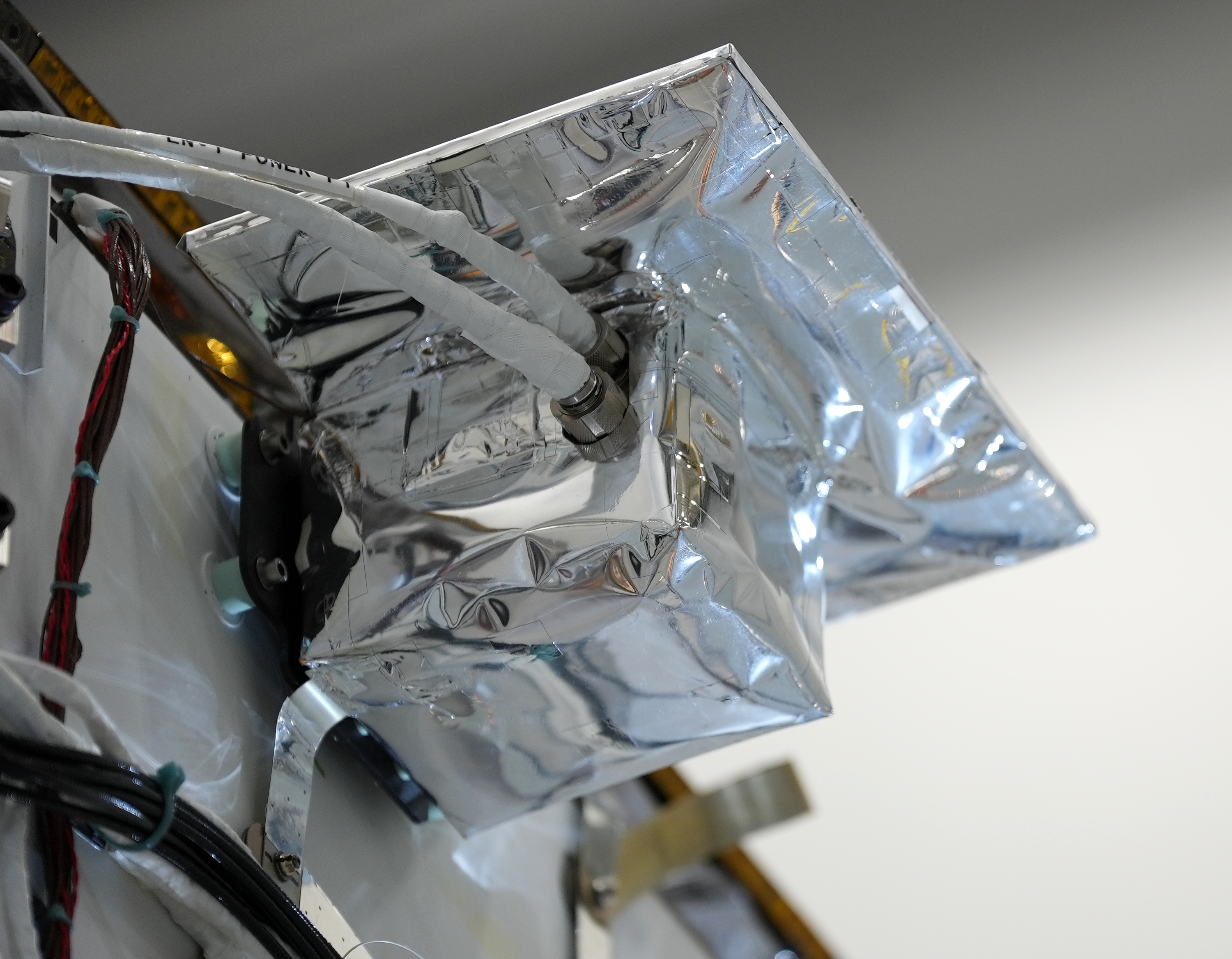
マーシャル宇宙飛行センターが開発したルナーノード1測位実証機

オディシアスはNASAが選定した以下の機器を搭載する。
月表側表面での光電子シースの電波観測 (ROLSES)月表面近くの光電子シースの密度を電波で観測する実験。
レーザーリトロリフレクターアレイ (LRA)地球からレーザーを反射することで地球と月の距離を測定することができる。
精密な速度と遠近判定のためのドップラーライダー (NDL)月着陸の精度を向上させるためのドップラー・ライダー。
月プルームと表面の研究用のステレオカメラ (SCALPSS)Nova-Cの着陸時に舞い上がったダストを観測する。
ルナーノード1測位実証機 (LN-1)周回衛星や着陸機に位置情報を提供する測位用のビーコン。
無線周波数質量ゲージ (RFMG)燃料の残量を低重力環境で測定する装置。
この他にオディシアスには、人々のメッセージや写真を収録したGLL SpaceのLUNAPRISE、ジェフ・クーンズの芸術作品Moon Phasesなどが搭載されている。

## ミッションの流れ

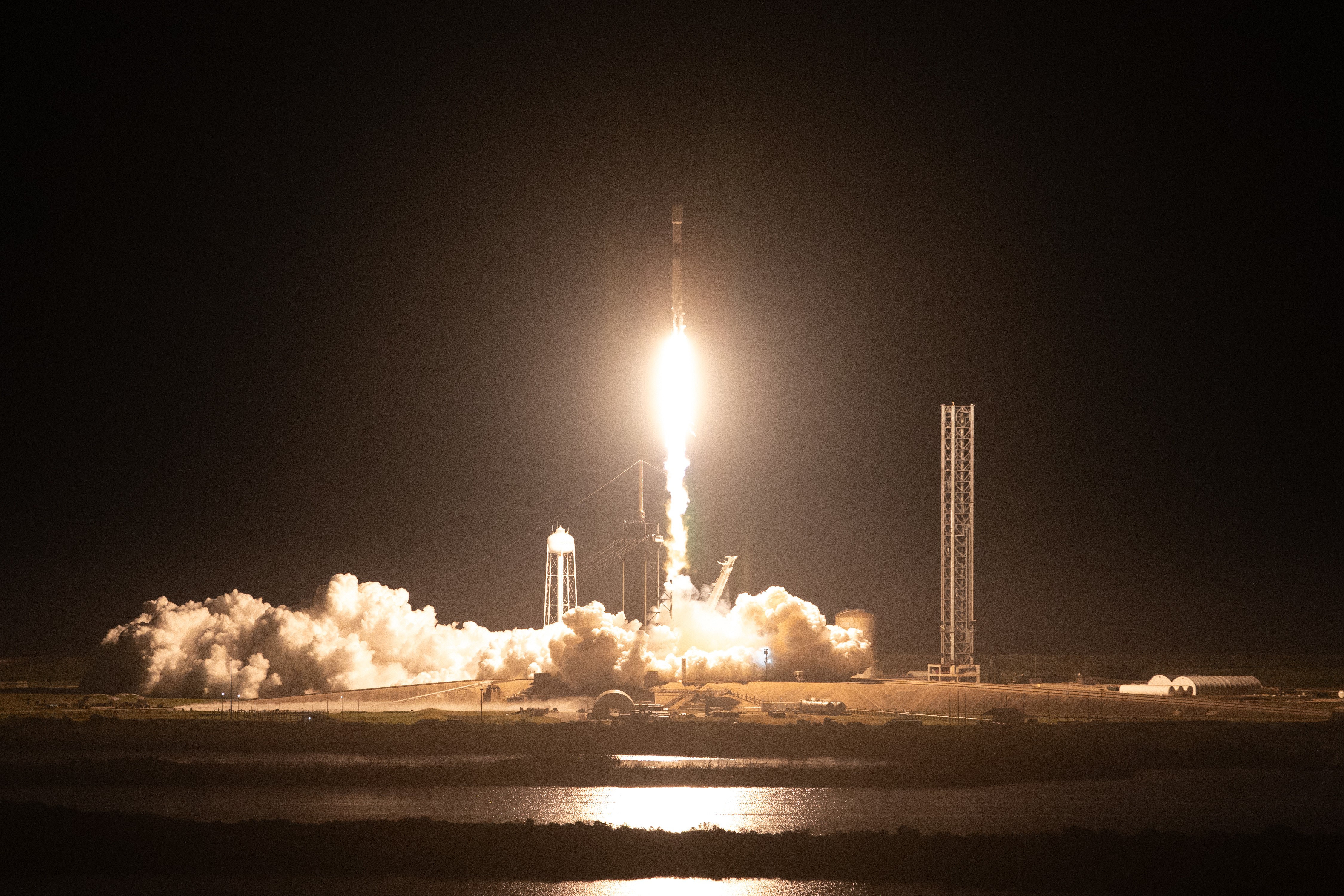
オディシアスを搭載したファルコン9ロケットの打ち上げ

IM-1の月着陸機オディシアスはスペースX社のファルコン9ロケットによって打ち上げられた。運用はテキサス州ヒューストンにあるインテュイティブ・マシーンズが自社で保有する管制室Nova Controlより行われる。オディシアスとの通信には世界各地に立地する計9ヶ所の地上局が用いられる予定で、日本国内でも沖縄宇宙通信所の利用について宇宙航空研究開発機構 (JAXA) とインテュイティブ・マシーンズが合意を結んでいる。これまでの民間月着陸機がいずれも打ち上げ後１か月以上かけて月周回移動に遷移したのに対し、IM-1はより短時間で月に到達する軌道を利用するため、打ち上げ後数日で月周回軌道に入る。

### 月面着陸
月周回軌道への投入後、オディシアスが月面着陸に使用するレーザー高度計が作動していないことが判明した。そこで顧客の荷物の一つとして搭載していたNASAの観測機器NDLが取得したデータを急遽着陸に用いることになった。この際行ったプログラムの書き換えにより着陸が当初予定より数時間遅れた。ただし結果的にNDLのデータも利用できておらず、慣性と画像データによるおおまかな高度判断になり、不具合含みの着陸につながった。
インテュイティブ・マシーンズは着陸後に行われた記者会見でオディシアスは横倒しの姿勢で着陸したことを明らかにした。6本ある脚の一つが折れた、または窪みに入ったことが考えられるとしていた。転倒により月面に面してしまった側面のパネルには観測装置は付いておらず、ジェフ・クーンズの芸術作品のみが取り付けられている。2月24日18時57分 (UTC) には上空を通過したルナー・リコネサンス・オービター (LRO) により着陸地点の機体が撮影された。その後少しずつ得られたデータは順次公開され、28日には着陸後の写真も公開された。それによれば着陸時には直立していたものの、着陸脚の一部が破損し、機体が30度ほど傾いた状態だったという。